# TriBeCa Productions
TriBeCa Productions è una casa di produzione cinematografica e televisiva. Fu fondata nel 1989 dall'attore Robert De Niro e dal produttore Jane Rosenthal a Lower Manhattan, nei pressi del quartiere TriBeCa. I due, insieme a Craig Hatkoff istituirono il Tribeca Film Festival.
La società di produzione fu creata in un periodo nel quale si ravvivò l'interesse per le pellicole girate a New York. Prima del 1990 l'azienda si occupava principalmente di film ambientati in grandi città, come Toronto e Calgary. Dalla fondazione sono stati collocati a New York altri impianti.